# Октябрёнок (остров)
Октябрёнок — остров архипелага Северная Земля. Административно относится к Таймырскому Долгано-Ненецкому району Красноярского края.
Расположен в море Лаптевых, у северного берега острова Малый Таймыр восточнее мыса Намывной. Высшая точка — 10 метров, на ней же находится геодезический пункт. Рек и озёр нет.
От острова Старокадомского Октябрёнка отделяет пролив Малый.
Юго-западнее острова расположены малые безымянные острова и остров Изменчивый, также уступающий Октябрёнку по размерам.

## Топографические карты
- Лист карты T-48-XVI,XVII,XVIII о. Мал. Таймыр. Масштаб: 1 : 200 000. Состояние местности на 1966-1982 год. Издание 1988 г.